# Zuschlag für Sonntags-, Feiertags- und Nachtarbeit

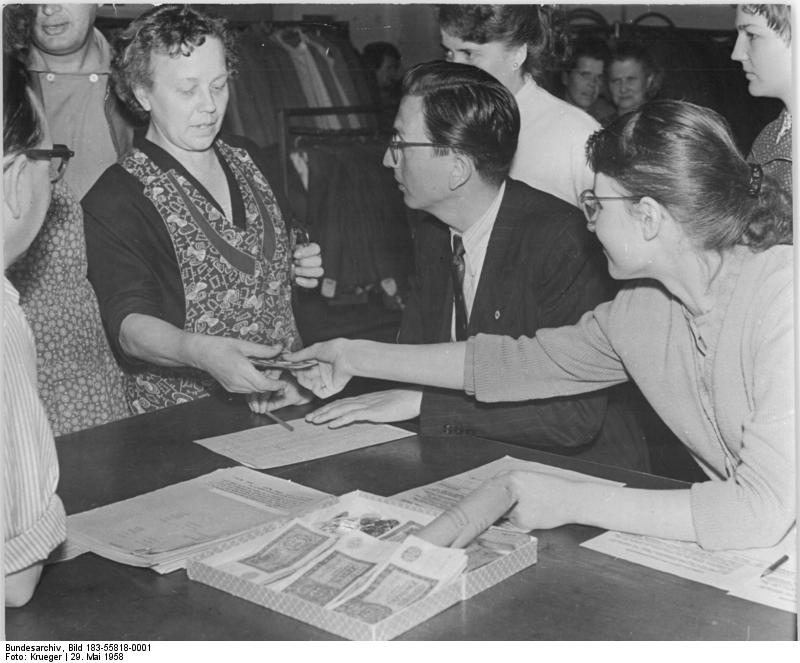
Auszahlung der Zuschläge in einem Berliner Betrieb (1958)

Die Zuschläge zum Arbeitslohn für Sonntags-, Feiertags- oder Nachtarbeit (auch Zeitzuschläge) sind Zuschläge zum vereinbarten Arbeitsentgelt, die einen Ausgleich für Arbeit zu besonderen Zeiten bilden.
Mit dem Zuschlag zum Grundlohn soll die Leistung des Arbeitnehmers zu Zeiten, an denen die Mehrheit der Beschäftigten arbeitsfrei hat, finanziell vom Arbeitgeber honoriert werden.

## Deutschland
Die Arbeitsleistung zu besonderen Zeiten wird vom Staat begünstigt, indem auf den Zuschlag keine Lohnsteuern entrichtet werden müssen, der Zuschlag wird zudem teilweise sozialversicherungsfrei gestellt.
Zeitzuschläge sind zu unterscheiden von Erschwerniszuschlägen, die besondere Erschwernisse der Arbeit abgelten sollen. Zeitzuschläge werden gezahlt für Arbeit an Sonntagen und gesetzlichen Feiertagen oder an anderen Tagen wie Samstagen oder an Heiligabend oder Silvester, ferner für Arbeit zur Nachtzeit sowie für Mehrarbeit, die über die regelmäßige Arbeitszeit hinausgeht (Überstunden). Zeitzuschläge werden in der Regel in Höhe eines bestimmten Prozentsatzes von der Stundenvergütung gezahlt. Anstelle eines Zeitzuschlags in Geld kann auch ein Zeitausgleich (Freizeitausgleich) gewährt werden.
Nach § 9 Abs. 1 ArbZG dürfen Arbeitnehmer an Sonn- und gesetzlichen Feiertagen von 0 bis 24 Uhr nicht beschäftigt werden. Die Ruhezeit des Arbeitnehmers muss sich mit dem Kalendersonntag decken und für jeden Sonntag mindestens 24 Stunden betragen. Von diesem Grundsatz sieht § 10 ArbZG jedoch Ausnahmen vor, etwa für Polizeibeamte, Rettungsfachpersonal, Feuerwehrleute, Schichtarbeiter oder Krankenhausbedienstete. Gleiches gilt für die Nachtarbeit im Sinne des § 2 Abs. 4 ArbZG, für die – wie bei Sonntagsarbeit – häufig im entsprechenden Tarifvertrag Zuschläge vereinbart sind.
Die Zuschläge werden gezahlt als Ausgleich für die mit dieser Arbeit verbundenen Belastungen, für die Störungen im Lebensrhythmus des Arbeitnehmers und für gesellschaftliche Nachteile, die wegen der Arbeitszeiten entstehen, während derer die Mehrheit der Bevölkerung frei hat. Ein Zuschlag von 25 % auf den jeweiligen Bruttostundenlohn stellt ohne das Vorliegen besonderer Umstände regelmäßig einen angemessenen Ausgleich für geleistete Nachtarbeit dar. Bei Erbringung der regulären Arbeitsleistung in Dauernachtarbeit erhöht sich der Ausgleichsanspruch regelmäßig auf 30 %.

### Arbeitsrechtliche Bestimmungen
Ein Anspruch des Arbeitnehmers auf einen Zuschlag kann sich aus Gesetz, Tarifvertrag, einer Betriebsvereinbarung oder dem Arbeitsvertrag ergeben. Auch die betriebliche Übung kann einen Anspruch begründen. Zahlt der Arbeitgeber den Zuschlag freiwillig und unter dem Vorbehalt des jederzeitigen Widerrufs, entsteht auch bei wiederholter Zahlung kein Rechtsanspruch des Arbeitnehmers.
Zulässig ist auch eine vertragliche Regelung, dass freiwillige Zuschläge bei Tariferhöhungen ganz oder teilweise angerechnet werden. Liegt eine entsprechende Vereinbarung vor, führt eine Tariferhöhung nur dazu, dass der tariflich abgesicherte Anteil am Arbeitslohn steigt.
Arbeitnehmer, die an Sonn- und Feiertagen arbeiten, haben keinen gesetzlichen Anspruch auf einen Zuschlag zur Arbeitsvergütung. Arbeitnehmer, die regelmäßig oder ausschließlich Nachtarbeit leisten (Nachtdienst), und dies ggf. auch an Sonn- oder Feiertagen, haben für die während der Nachtzeit geleisteten Arbeitsstunden nach § 6 Abs. 5 Arbeitszeitgesetz Anspruch auf eine angemessene Zahl bezahlter freier Tage oder einen angemessenen finanziellen Ausgleich (Zuschlag) auf das ihm hierfür zustehende Bruttoarbeitsentgelt, soweit keine tarifvertraglichen Ausgleichsregelungen bestehen. Für die an Sonn- oder Feiertagen (tagsüber) geleistete Arbeit ist hingegen gem. § 11 Abs. 3 ArbZG ein Ersatzruhetag zu gewähren.

### Tarifvertragliche Regelungen im öffentlichen Dienst
| Zuschlags-Grund                            | Zeit      | TVÖD, TVL   |
| ------------------------------------------ | --------- | ----------- |
| Überstunde EG 1–9                          |           | 30 %        |
| Überstunde EG 10–15                        |           | 15 %        |
| Nachtarbeit                                | 21–6 Uhr  | 20 %        |
| Samstagsarbeit                             | 13–21 Uhr | 20 %        |
| Sonntagsarbeit                             | 0–24 Uhr  | 25 %        |
| 24. Dezember 31. Dezember                  | 6–24 Uhr  | 35 %        |
| Feiertagsarbeit mit/ohne Freizeitausgleich | 0–24 Uhr  | 35 %, 135 % |

Im Rahmen des Tarifvertrages für den öffentlichen Dienst (TVÖD, für Angestellte der Länder siehe TV-L) geleistete Sonderformen der Arbeit werden mit einem entsprechenden Zuschlag des auf eine Stunde entfallenden Anteils des Tabellenentgelts der Stufe 3 der jeweiligen Entgeltgruppe abgegolten. Beim Zusammentreffen von tagesabhängigen Zuschlägen wird nur der jeweils höchste gezahlt; Überstundenzuschlag und Nachtzuschlag wird zusätzlich bezahlt.
Andere Tarifverträge lehnen sich oftmals an die TVÖD/TVL-Regelungen an und weichen oftmals nur im Detail davon ab. Beispielsweise legt der TV-Ärzte/VKA als Bezugsgröße statt Stufe 3 teilweise die höchste tarifliche Stufe fest, Asklepios zahlt nur 10 % Nachtzuschlag.

### Rechtshistorische Entwicklung der Vorschrift zur Steuerbefreiung
Die Sonntagsarbeit wurde 1891 in Deutschland verboten.
Die Steuerbefreiung für Sonn-, Feiertags- und Nachtarbeitszuschläge wurde 1940 eingeführt. Dies geschah zum einen aus Propagandazwecken – dem Volk sollte demonstriert werden, dass das Deutsche Reich auch während des Krieges die Steuern senken könne, statt Kriegssteuern einzuführen – und zum anderen um einen finanziellen Anreiz für Arbeiter in der Waffenherstellung zu schaffen.
Eine Änderung hat die Vorschrift des § 3b EStG im Jahre 2004 erfahren, als die Steuerfreiheit der Zuschläge von Spitzenverdienern beschnitten wurde. Anlass war die Kritik an steuerfreien Zulagen, die Fußballprofis für Spiele und Trainingszeiten an Sonn- und Feiertagen erhielten. Seitdem ist die Steuerfreiheit dahingehend begrenzt, dass der ansetzbare Stundengrundlohn auf einen Höchstbetrag von 50 € pro Stunde festgesetzt ist.

### Steuerliche Behandlung des Zuschlags
Der Zuschlag für Sonntags-, Feiertags- und Nachtarbeit ist bis zu gewissen Höchstgrenzen steuer- und sozialabgabenfrei.
Der Zuschlag bleibt steuerfrei, soweit er den folgenden Anteil des Grundlohns nicht übersteigt:
- 25 % für Nachtarbeit (20 Uhr – 6 Uhr)
- 50 % für Sonntagsarbeit (0 Uhr – 24 Uhr)
- 125 % für Arbeit an gesetzlichen Feiertagen am Arbeitsort sowie am 31. Dezember ab 14 Uhr
- 150 % für besondere Feiertagsarbeiten (24. Dezember ab 14 Uhr, 25. und 26. Dezember und 1. Mai)

Wenn die Nachtarbeit vor 0 Uhr aufgenommen wird, sind abweichend folgende Sätze steuerfrei:
- 40 % für Nachtarbeit in der Zeit von 0 Uhr bis 4 Uhr
- 50 % für Sonntagsarbeit in der Zeit von 0 Uhr bis 4 Uhr, wenn der vorherige Tag ein Sonntag war
- 125 % für Feiertagsarbeit in der Zeit von 0 bis 4 Uhr, wenn der vorherige Tag ein Feiertag war
- 150 % für Feiertagsarbeit in der Zeit von 0 Uhr bis 4 Uhr, wenn der vorherige Tag ein besonderer Feiertag war

Die Kumulation (Addition) von Zuschlägen für die Nachtarbeit mit denen für Sonn- und Feiertagsarbeit ist zulässig, nicht hingegen die Kumulierung von Zuschlägen für die Sonntagsarbeit mit denen für die Feiertagsarbeit.
Beispiel:
Ein Arbeitnehmer beginnt seine Schicht am Sonntag, 26. Dezember, um 22.00 Uhr und beendet sie am 27. Dezember um 8.00 Uhr. Steuerfreie Zuschläge sind bis zu folgenden Sätzen möglich:
- 175 % für die Arbeit am 26. Dezember in der Zeit von 22 bis 24 Uhr (150 % für besondere Feiertagsarbeit und 25 % für Nachtarbeit),
- 190 % für die Arbeit am 27. Dezember in der Zeit von 0 bis 4 Uhr (150 % für besondere Feiertagsarbeit und 40 % Nachtzuschlag),
- 25 % für die Arbeit am 27. Dezember in der Zeit von 4 bis 6 Uhr und
- 0 % für die Arbeit am 27. Dezember zwischen 6 und 8 Uhr.

Grundlohn ist der laufende Arbeitslohn, der dem Arbeitnehmer bei der für ihn maßgebenden regelmäßigen Arbeitszeit für den jeweiligen Lohnzahlungszeitraum zusteht; er ist in einen Stundenlohn umzurechnen und mit höchstens 50 Euro anzusetzen. Die Steuerbefreiung nach § 3b EStG setzt die Zahlung des Zuschlags neben dem laufenden Grundlohn voraus. Es ist also nicht möglich, ein einheitliches Gehalt nur rechnerisch in Grundlohn und Zuschläge aufzuteilen.
Zuschläge für Sonntags-, Feiertags- und Nachtarbeit sind nur lohnsteuerfrei für tatsächlich geleistete Arbeit; Zuschläge für Sonntags-, Feiertags- und Nachtarbeit, die in dem vom Arbeitgeber nach § 18 Mutterschutzgesetzes zu zahlenden Mutterschutzlohn enthalten sind, unterliegen deshalb der Lohnsteuerpflicht. Auch bei Urlaub und bei Entgeltfortzahlung im Krankheitsfall entfällt die Steuerfreiheit der Zuschläge.

### Sozialversicherungsrechtliche Behandlung des Zuschlags
Die Versicherungspflicht für Sonn-, Feiertags- und Nachtarbeitszuschläge ist seit dem 1. Juli 2006 stark ausgeweitet worden. Waren lohnsteuerfreie Zuschläge zuvor in der Sozialversicherung unbegrenzt beitragsfrei, so ist seitdem ein maximaler Stundengrundlohn zu beachten. Nach § 1 Abs. 1, S. 1 Nr. 1 Sozialversicherungsentgeltverordnung (SvEV) ist der Stundengrundlohn, aus dem die Sonn-, Feiertags- und Nachtzuschläge ermittelt werden, auf 25 € beschränkt, für den übersteigenden Teil besteht Beitragspflicht.
Bei Entgeltfortzahlung im Krankheitsfall, bei Urlaub und im Mutterschutz sind Sonn-, Feiertags- und Nachtzuschläge zu berücksichtigen, wenn diese auch bei tatsächlicher Arbeitsleistung angefallen wären. Diese Zuschläge sind dann, analog zur steuerrechtlichen Behandlung, in voller Höhe SV-pflichtig, da die SV-Freiheit nur für tatsächlich geleistete Arbeit gilt.

### Steuermindereinnahmen
| Jahr | Steuermindereinnahmen in Mio. € |
| ---- | ------------------------------- |
| 2009 | 2060                            |
| 2010 | 2240                            |
| 2011 | 2240                            |
| 2012 | 2240                            |
| 2013 | 2645                            |
| 2014 | 2700                            |
| 2015 | 2655                            |
| 2016 | 2705                            |
| 2017 | 2760                            |
| 2018 | 2815                            |

## Österreich
Das österreichische Steuerrecht sieht vor, dass Zuschläge für Sonntags-, Feiertags- und Nachtarbeit und die mit diesen Arbeiten zusammenhängenden Überstundenzuschläge steuerlich begünstigt werden. Nach § 68 EStG gilt für die Zuschläge insgesamt ein Freibetrag von bis zu 400 Euro monatlich.
Soweit Zulagen und Zuschläge darüber hinausgehen, sind sie nach dem Tarif zu versteuern. Als Nachtarbeit gelten dabei zusammenhängende Arbeitszeiten von mindestens drei Stunden, die auf Grund betrieblicher Erfordernisse zwischen 19 Uhr und 7 Uhr erbracht werden müssen. Für Arbeitnehmer, deren Normalarbeitszeit im Lohnzahlungszeitraum auf Grund der Beschaffenheit ihrer Arbeit überwiegend in der Zeit von 19 Uhr bis 7 Uhr liegt, erhöht sich der Freibetrag gemäß Abs. 1 um 50 %. Die Zuschläge unterliegen jedoch – im Gegensatz zu Deutschland – vollständig der Sozialversicherungspflicht.